# George Fochive
George Fochive (født 24. marts 1992 i Washington D.C.) er en amerikansk fodboldspiller, der siden februar 2016 har spillet for den danske klub Viborg FF. Før var han i Major League Soccer-klubben Portland Timbers.

## Karriere

### Amatør
Fochive begyndte at spiller collegefodbold i 2010 hos Hawaii Pacific University. Her var han i to år, inden han skiftede til University of Connecticut. I 2011 og 2012 fik han kampe for Premier Development League-klubben Real Maryland Monarchs.

### Professionel

#### USA
Den 21. januar 2014 blev George Fochive i MLS' SuperDraft, draftet i 3. runde af klubben Portland Timbers. 25. februar samme år skrev han kontrakt med klubben, hvorefter han blev udlånt til Sacramento Republic FC.

#### Viborg FF
Fochive var i januar 2016 til prøvetræning hos den danske superligaklub Viborg FF i én uge, hvor han blandt andet deltog i en træningskamp mod Skive IK, med efterfølgende ros fra cheftræner Johnny Mølby. 2. februar valgte klubben så at købe Fochive fri af kontrakten med Portland Timbers, og efterfølgende lave en aftale gældende til 31. december 2018.
Han fik debut for klubben 5. marts 2016 på udebane mod Hobro IK, da han blev indskiftet i det 76. minut hvor han afløste Jeppe Grønning. På dette tidspunkt førte Viborg kampen 6-0, som også blev kampens resultat.